# Faleron
Faleron – port ateński nad Zatoką Sarońską, na południowy wschód od Pireusu, w starożytności połączony z Atenami tzw. Długim murem falerońskim, pozwalającym dostarczać zaopatrzenie do miasta nawet w czasie wojny.
Ten najstarszy port stracił swoje znaczenie gospodarcze i wojskowe z chwilą rozbudowy portu w Pireusie, na początku V w. p.n.e. Dzisiaj jest to kąpielisko morskie stolicy Grecji o nazwie Paleon Faliron.